# Ryōsen-Kannon

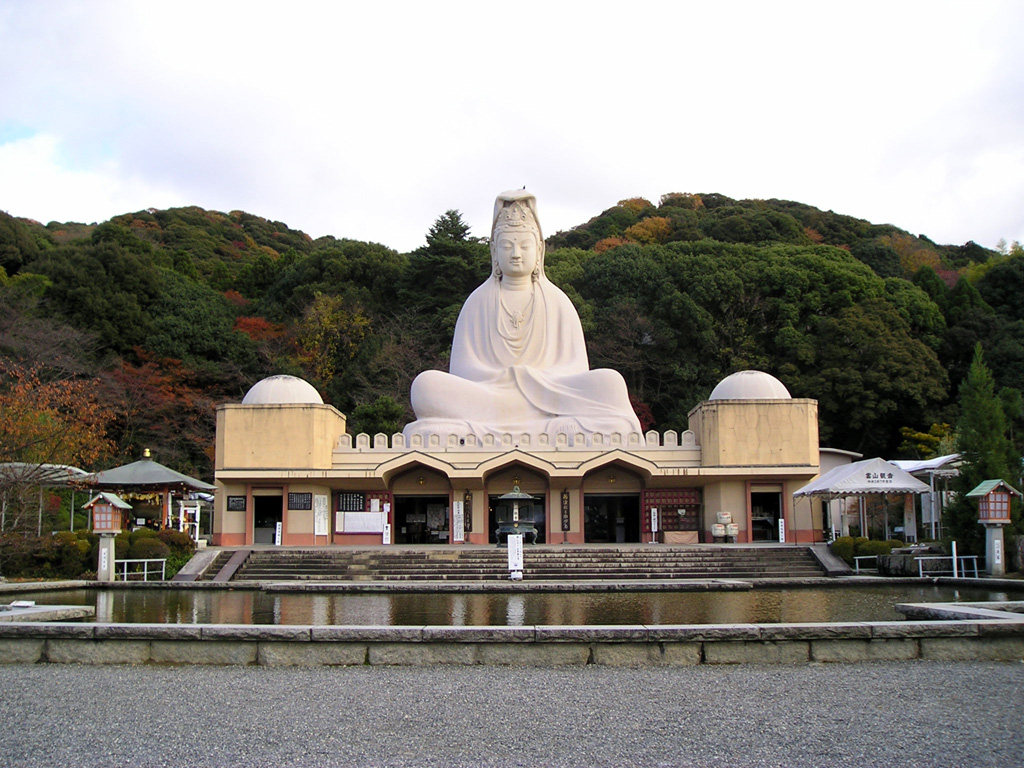
Ryōsen-Kannon

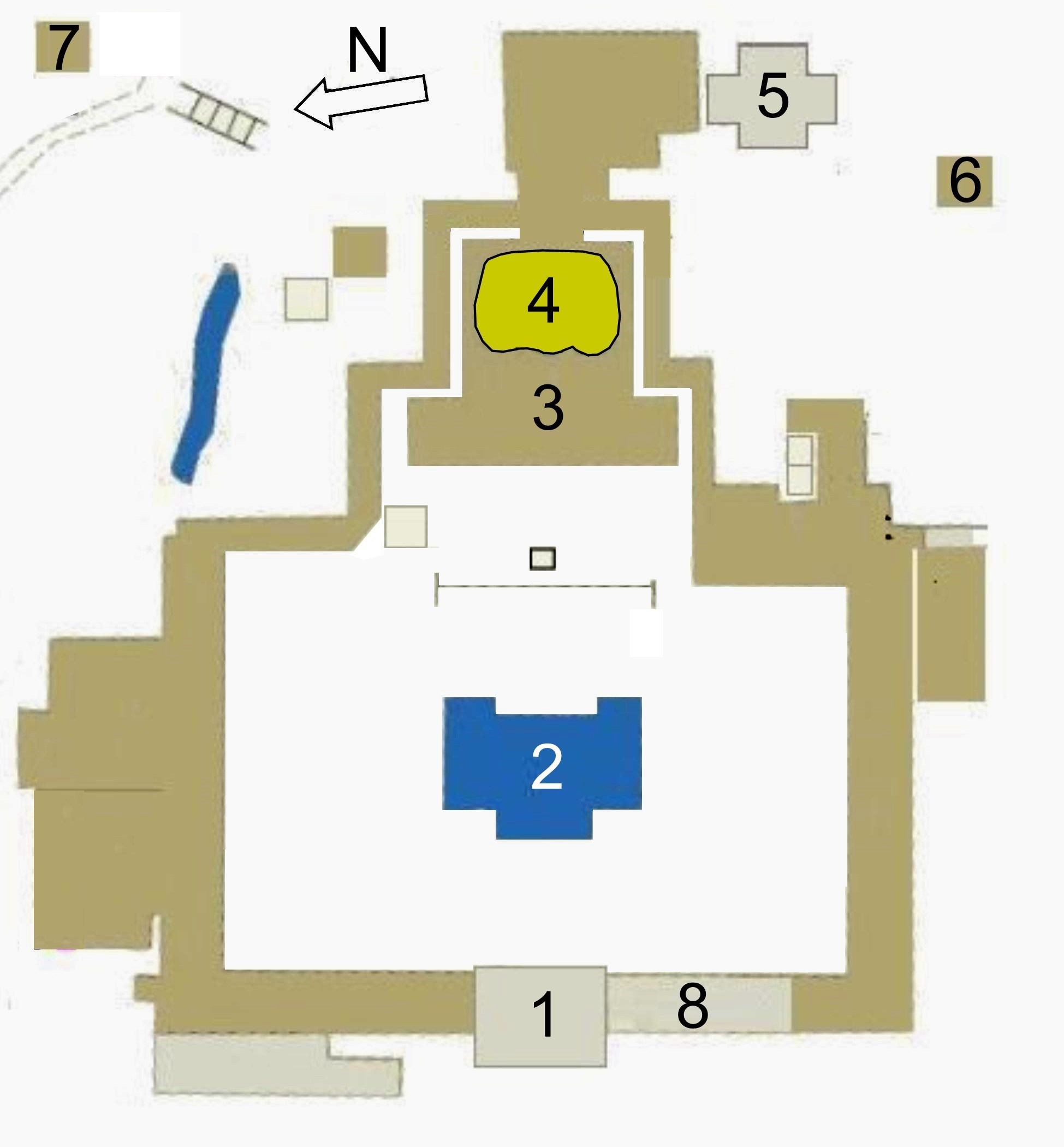
Plan des Tempels (s. Text)

Die Ryōsen-Kannon (japanisch 霊山観音) ist eine freistehende Kannon-Skulptur innerhalb eines buddhistischen Tempels gleichen Namens in der Higashiyama-Gegend von Kyōto; Japan.

## Übersicht
Die Kannon wurde 1955 vom Gründer des Bus-Unternehmens Teisan-Group, Ishikawa Hirosuke (石川 博資; † 1965), als Andachtsstätte für den Weltfrieden gestiftet. Ausgeführt wurde die Statue vom Bildhauer Yamazaki Chōun. Die weit sichtbare Kannon steht auf dem Hauptgebäude des Tempels, in dessen Inneren eine elfköpfige Kannon verehrt wird.
Man betritt den Tempel im Westen durch das Tempeltor (山門 Sammon; 1), hat dann im weiten Innenhof den Spiegelteich (鏡の池 Kagami no ike; 2) vor sich. Dahinter erhebt sich die Tempelhalle (本堂 Hondō; 3) auf deren Dach sich die große Kannon (4) befindet. In einem eigenen Gebäude, der Memorial Hall (5) hinter der Halle, wird allen gefallenen Soldaten in der Welt gedacht. Weiter steht dort die kleine Goma-Halle (護摩堂; 6) für die Goma-Zeremonie.
Vor der Haupthalle ist auf der linken Seiter überdacht eine meterhohe „Wunsch-Kugel“ (願い玉 Negai-dama) aufgestellt, die zu berühren auf Erfüllung von Wünschen hoffen lässt. Rechts neben dem Eingang ist eine Bittstelle für Fehlgeburten oder durch Abtreibung verloren gegangene Kinder, die in Japan an den heiligen Jizō gerichtet wird. Im Südflügel sind Galerien zur Aufbewahrung von Urnen vorhanden.

### Daten zur Statue
- Gesamthöhe: 24 m
- Gesicht: 6 m
- Augenbrauen: 1,1 m
- Augen: 1 m
- Nase: 1,6 m
- Mund: 90 cm
- Ausgeführt in Stahlbeton
- Gesamtgewicht: circa 500 Tonnen